# Longue paume
Longue paume és un joc de pilota francés derivat del Jeu de paume medieval. Actualment només es practica a la Picardia, i en els Jocs Olímpics de París 1900 en fou esport de demostració. La Fédération Française de Longue Paume té la seu a Amiens.
Les regles són molt semblants a les Llargues valencianes, no debades els seus jugadors participen en els Campionats Internacionals de Pilota amb unes regles comunes anomenades joc internacional inventades per la Confederació Internacional de Joc de Pilota.

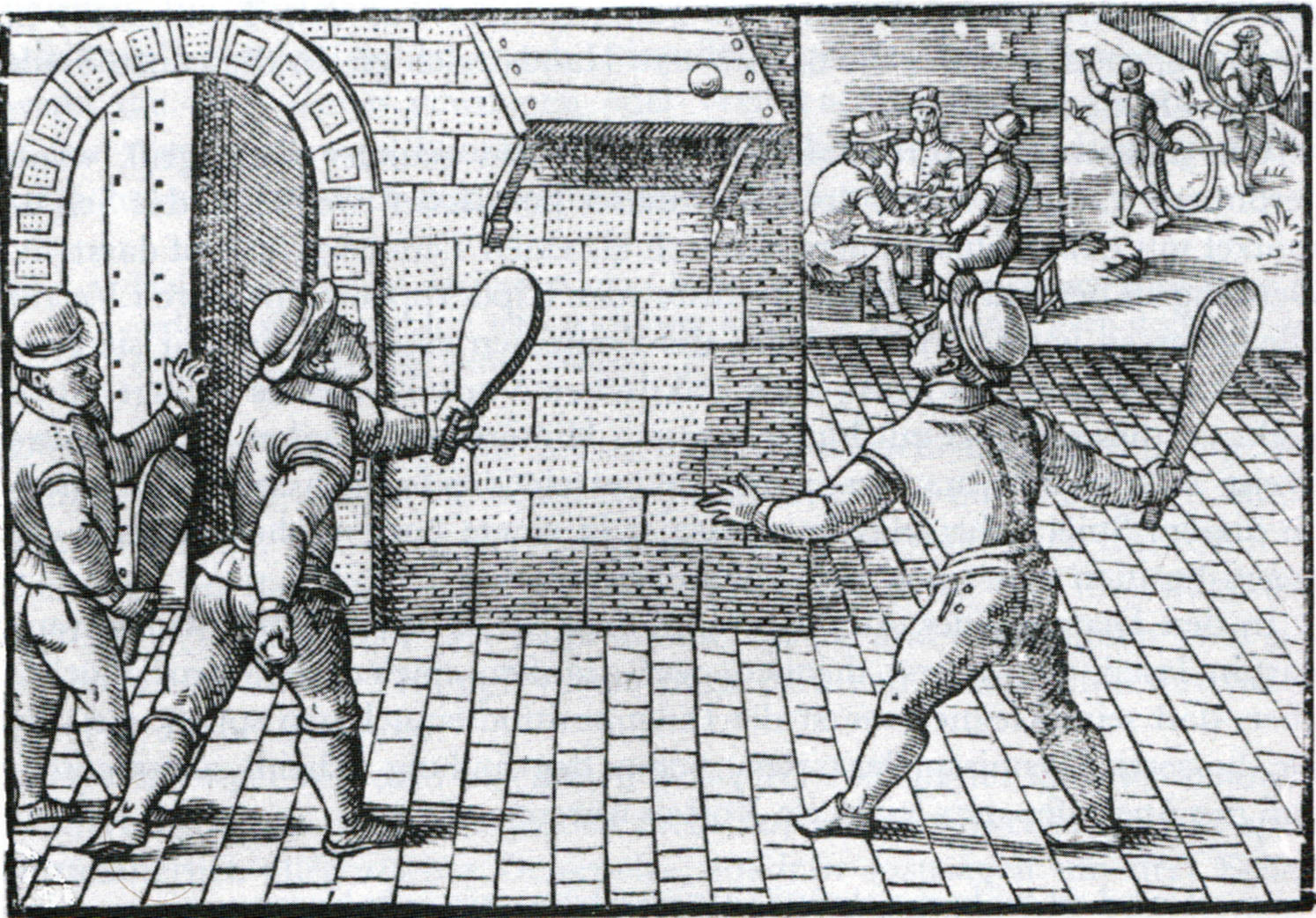
16° s.
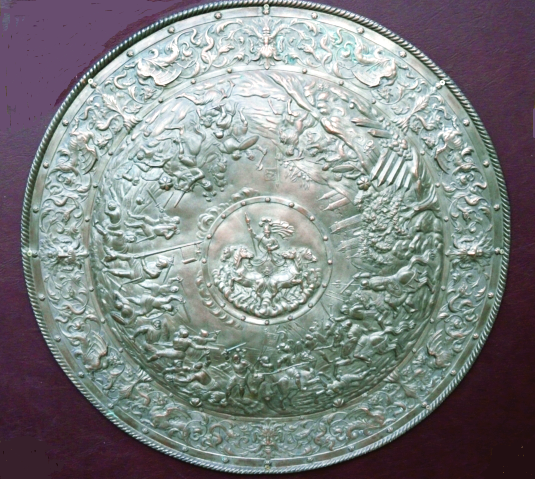
Bouclier de Brennus (1892) l'escut de la Federació de Longue paume.